# ریناله خورد
ریناله خورد (به انگلیسی: Renala Khurd) یک شهر در پاکستان است که در پنجاب واقع شده‌است. ریناله خورد ۱۲۰٬۷۹۴ نفر جمعیت دارد و ۱۷۳ متر بالاتر از سطح دریا واقع شده‌است.